# Ovaleen
Ovaleen is een polycyclische aromatische koolwaterstof met als brutoformule C32H14. De structuur bestaat uit 10 aan elkaar gekoppelde benzeenringen en is verwant met coroneen. Ovaleen komt voor als een oranje-rode vaste stof, die matig oplosbaar is in benzeen, tolueen en dichloormethaan. Een ovaleen-oplossing kleurt felgroen onder UV-licht.
Ovaleen wordt gevonden nabij hydrothermale bronnen in de diepzee.